# Ilaria Mauro
Ilaria Mauro (Gemona del Friuli, 22 maggio 1988) è un'ex calciatrice italiana.

## Carriera

### Club
Ilaria Mauro cresce con la famiglia a Reana del Rojale, appassionandosi al calcio fin dai primissimi anni d'età, divertendosi a tirare calci al pallone nel cortile di casa con il fratello maggiore Nicholas, futuro arbitro, e con gli amici, tutti maschietti, tra i campi di Zompitta e quello nei pressi del fiume Torre. Giunta all'età delle prime classi delle scuole elementari i genitori la incitano ad iniziare attività sportiva, scegliendo per lei tuttavia la pallavolo e tesserandola con la locale società, la Rojalese, attiva anche nel settore giovanile. La giovane Ilaria però non dimentica la passione per la palla al piede, tanto che il presidente della Rojalese consiglia a papà Claudio e mamma Lucia di lasciarla seguire la sua iniziale passione.
Iniziati gli allenamenti presso l'UP Reanese, sotto la guida del suo primo allenatore, Paolo Barnaba, si mette ben presto in luce rivelando fin dalla formazione Pulcini le sue qualità che la vedono la migliore tra i ragazzini di quella squadra. Veste la maglia della Reanese sino all'età di 13 anni, facendo la trafila delle formazioni giovanili miste fino al raggiungimento dell'età massima consentita dalla federazione per giocare con i maschi.
Nel 2001 si trasferisce al Letti Cosatto Tavagnacco, società che schiera squadre interamente femminili e che le consente quindi di continuare l'attività agonistica. Gioca la sua prima stagione nella formazione Primavera, disputando il campionato di Serie D femminile. Dalla stagione 2002-2003, a 14 anni, il tecnico della prima squadra, Claudio Fortunato, decide di inserirla in rosa, guadagnando la fiducia della società grazie a un interessante tabellino marcature e ottenendo ben presto il posto da titolare. Fa il suo debutto in Serie A il 6 gennaio 2003, alla 13ª giornata di campionato, nell'incontro casalingo contro le avversarie del ACF Milan, contribuendo con una rete a concludere la partita in parità sul 2-2. Nella sua prima stagione in prima squadra festeggia con le compagne la salvezza ottenuta con i 7 punti conquistati nelle ultime tre partite e matematicamente raggiunta con la sconfitta in trasferta sul Torino.

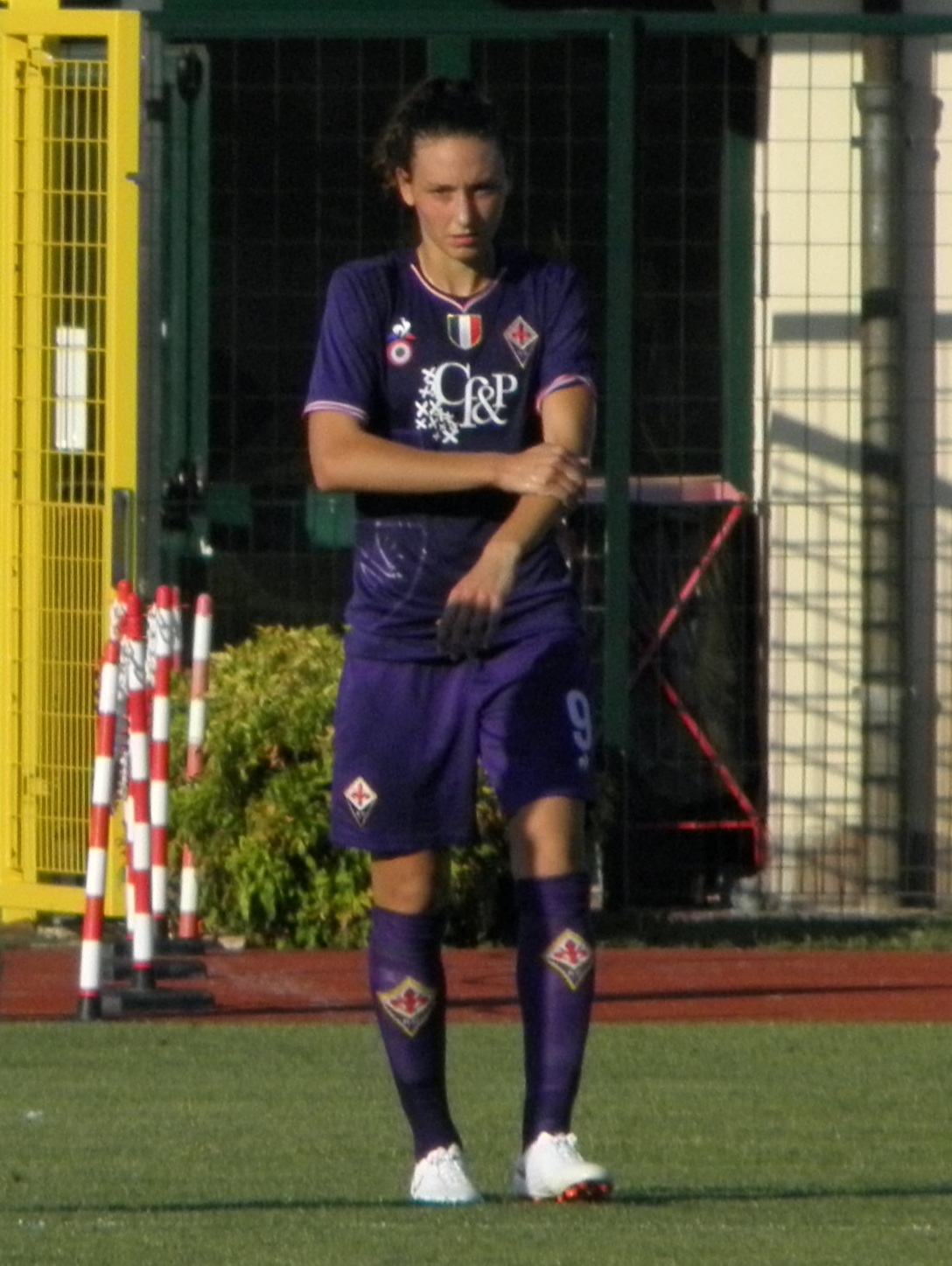
Mauro nel 2018 con la maglia della

Nelle stagioni di Serie A 2010-2011 e 2012-2013 contribuisce a conquistare al Tavagnacco due storici secondi posti che garantiscono alla formazione friulana la partecipazione alla UEFA Women's Champions League. Fa il suo debutto internazionale il 29 settembre 2011, nella partita di andata dei sedicesimi di finale della incontrando il LdB Malmö campione di Svezia, incontro terminato con la vittoria per 2-1 del Tavagnacco.
Il 1º giugno 2013 vince la Coppa Italia segnando la prima rete nel 2-0 finale sul Bardolino.
Dopo essere stata notata da alcuni osservatori del Sand durante gli europei disputatosi in Svezia, nell'estate 2013 viene contattata dalla dirigenza della società tedesca con sede a Willstätt. Mauro decide quindi di intraprendere l'avventura internazionale firmando con la società per disputare la 2. Bundesliga Süd, secondo livello del campionato tedesco femminile di calcio. Al suo primo anno in Germania contribuisce alla promozione della società in Frauen-Bundesliga.
Il 28 aprile 2015 viene annunciato il suo ingaggio a partire dalla stagione successiva al Turbine Potsdam per un biennale fino al 30 giugno 2017.
Nell'estate del 2016 decide di fare ritorno in Italia sottoscrivendo un contratto con la Fiorentina Women's per la stagione entrante. Schierata nel reparto d'attacco dal duo di tecnici Sauro Fattori e Antonio Cincotta, si rivelerà fondamentale per la conquista dello Scudetto e della Coppa Italia 2016-2017. In campionato con le sue 16 reti su 21 presenze è la seconda marcatrice della squadra dopo Tatiana Bonetti (21) così come in Coppa, 7 reti a pari merito con Deborah Salvatori Rinaldi e dietro a Bonetti (11).
Dopo quattro stagioni in viola, ad inizio calciomercato estivo del 2020 cambia squadra, trasferendosi all'Inter. Dopo una stagione con le nerazzurre, il 1º settembre 2021 si ritira dall'attività agonistica.

### Nazionale

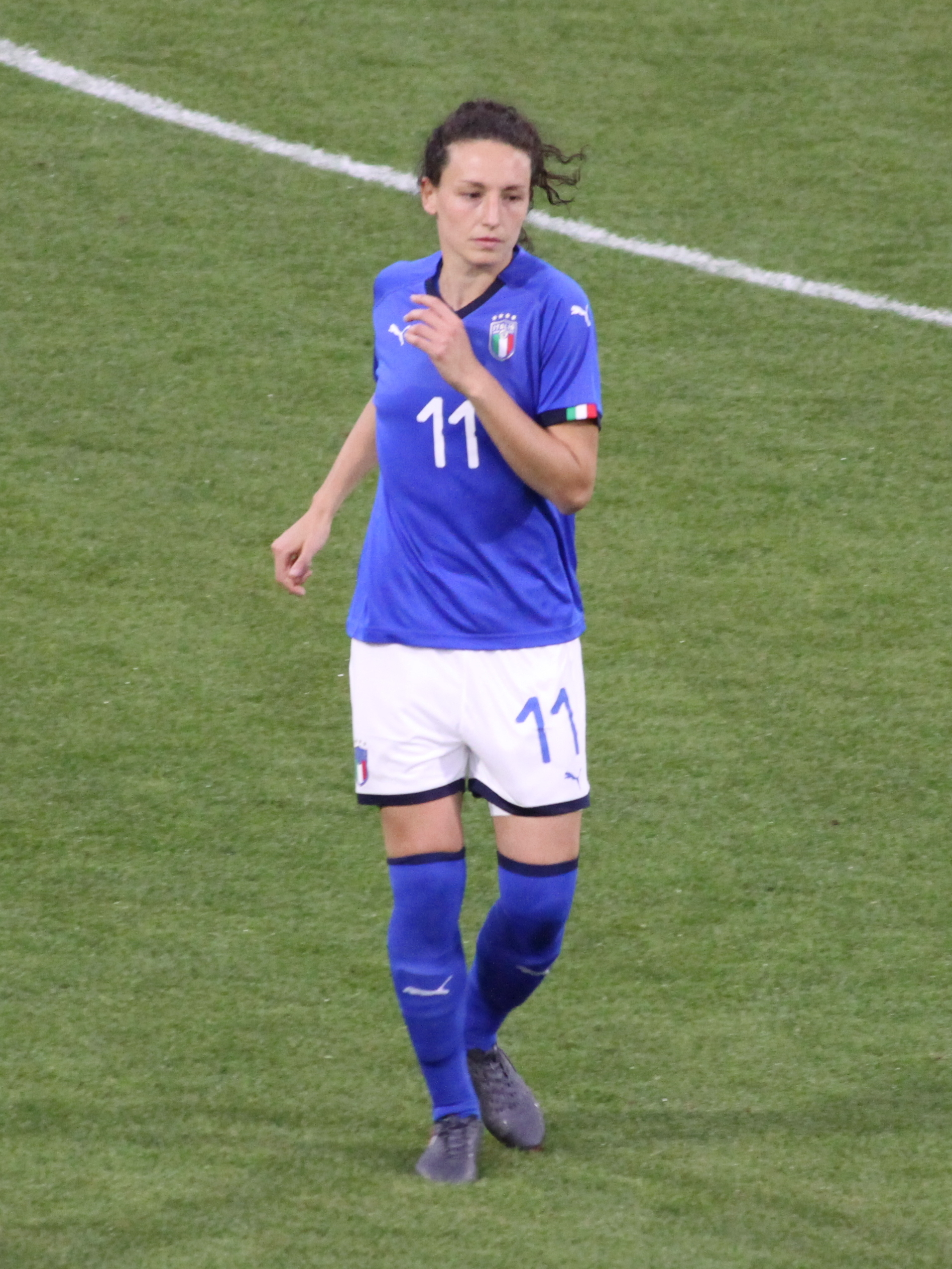
Mauro con la maglia della nazionale italiana.

Ilaria Mauro venne inizialmente convocata nella Nazionale italiana Under-19 dove debutta il 10 aprile 2007 in occasione della partita pareggiata per 1-1 con le pari età della Spagna in occasione del secondo turno di qualificazione agli Europei di categoria 2007.
L'anno dopo, nel 2008, è quello del debutto con la maglia della Nazionale maggiore. Dopo aver perso la Nazionale a causa degli infortuni che l'hanno afflitta è stata di nuovo convocata per il Campionato europeo femminile di calcio 2013 e alle qualificazioni, nel Gruppo 2, al Mondiale 2015.
Nel novembre 2016 viene inserita da Antonio Cabrini nella lista delle giocatrici convocate per il Torneo Internazionale Manaus 2016, in programma dal 7 al 18 dicembre 2016.
Convocata per il mondiale di Francia del 2019 scende in campo in 3 delle 5 partite disputate dalle Azzurre, una volta partendo titolare e due da subentrata. Il vittorioso ottavo di finale contro la Cina sarà la sua ultima apparizione in maglia azzurra.

## Statistiche

### Presenze e reti nei club
Statistiche aggiornate al 7 marzo 2021.
| Stagione          | Squadra           | Campionato        | Campionato | Campionato | Coppe nazionali | Coppe nazionali | Coppe nazionali | Coppe continentali | Coppe continentali | Coppe continentali | Altre coppe | Altre coppe | Altre coppe | Totale | Totale |
| Stagione          | Squadra           | Comp              | Pres       | Reti       | Comp            | Pres            | Reti            | Comp               | Pres               | Reti               | Comp        | Pres        | Reti        | Pres   | Reti   |
| ----------------- | ----------------- | ----------------- | ---------- | ---------- | --------------- | --------------- | --------------- | ------------------ | ------------------ | ------------------ | ----------- | ----------- | ----------- | ------ | ------ |
| 2002-2003         | Tavagnacco        | A                 | 15         | 3          | CI              | ?               | ?               | -                  | -                  | -                  | -           | -           | -           | 15+    | 3+     |
| 2003-2004         | Tavagnacco        | A                 | 3          | 0          | CI              | 1               | 1               | -                  | -                  | -                  | -           | -           | -           | 4      | 1      |
| 2004-2005         | Tavagnacco        | A                 | 14         | 0          | CI              | 1               | 1               | -                  | -                  | -                  | -           | -           | -           | 15     | 1      |
| 2005-2006         | Tavagnacco        | A                 | 10         | 2          | CI              | 2               | 1               | -                  | -                  | -                  | -           | -           | -           | 12     | 3      |
| 2006-2007         | Tavagnacco        | A                 | 16         | 10         | CI              | ?               | ?               | -                  | -                  | -                  | -           | -           | -           | 16+    | 10+    |
| 2007-2008         | Tavagnacco        | A                 | 20         | 9          | CI              | 4               | 10              | -                  | -                  | -                  | -           | -           | -           | 24     | 19     |
| 2008-2009         | Tavagnacco        | A                 | 21         | 12         | CI              | 1               | 0               | -                  | -                  | -                  | -           | -           | -           | 22     | 12     |
| 2009-2010         | Tavagnacco        | A                 | 21         | 11         | CI              | 1               | 1               | -                  | -                  | -                  | -           | -           | -           | 22     | 12     |
| 2010-2011         | Tavagnacco        | A                 | 26         | 14         | CI              | 4               | 5               | -                  | -                  | -                  | -           | -           | -           | 30     | 19     |
| 2011-2012         | Tavagnacco        | A                 | 14         | 5          | CI              | 4               | 4               | UWCL               | 2                  | 0                  | -           | -           | -           | 20     | 9      |
| 2012-2013         | Tavagnacco        | A                 | 15         | 6          | CI              | 3               | 3               | -                  | -                  | -                  | -           | -           | -           | 18     | 9      |
| Totale Tavagnacco | Totale Tavagnacco | Totale Tavagnacco | 179        | 72         |                 | 21+             | 26+             |                    | 2                  | 0                  |             | 0           | 0           | 202+   | 98+    |
| 2013-2014         | Sand              | 2.BL              | 20         | 19         | CG              | 4               | 3               | -                  | -                  | -                  | -           | -           | -           | 24     | 22     |
| 2014-2015         | Sand              | BL                | 20         | 5          | CG              | 3               | 2               | -                  | -                  | -                  | -           | -           | -           | 23     | 7      |
| Totale Sand       | Totale Sand       | Totale Sand       | 40         | 24         |                 | 7               | 5               |                    | -                  | -                  |             | -           | -           | 47     | 29     |
| 2015-2016         | Turbine Potsdam   | BL                | 14         | 2          | CG              | 2               | 2               | -                  | -                  | -                  | -           | -           | -           | 16     | 4      |
| 2016-2017         | Fiorentina        | A                 | 21         | 16         | CI              | 1               | 3               | -                  | -                  | -                  | -           | -           | -           | 22     | 19     |
| 2017-2018         | Fiorentina        | A                 | 21+1       | 9+0        | CI              | 4               | 3               | UWCL               | 4                  | 2                  | SI          | 1           | 1           | 30     | 15     |
| 2018-2019         | Fiorentina        | A                 | 21         | 12         | CI              | 4               | 1               | UWCL               | 4                  | 2                  | SI          | 1           | 1           | 30     | 16     |
| 2019-2020         | Fiorentina        | A                 | 12         | 6          | CI              | 0               | 0               | UWCL               | 1                  | 0                  | SI          | 1           | 0           | 14     | 6      |
| Totale Fiorentina | Totale Fiorentina | Totale Fiorentina | 76         | 43         |                 | 11              | 9               |                    | 9                  | 4                  |             | 3           | 2           | 100    | 60     |
| 2020-2021         | Inter             | A                 | 12         | 2          | CI              | 4               | 0               | -                  | -                  | -                  | -           | -           | -           | 16     | 2      |
| Totale carriera   | Totale carriera   | Totale carriera   | 303        | 143        |                 | 24              | 16              |                    | 11                 | 4                  |             | 3           | 2           | 377    | 189    |

### Cronologia presenze e reti in nazionale
| Cronologia completa delle presenze e delle reti in nazionale ― Italia | Cronologia completa delle presenze e delle reti in nazionale ― Italia | Cronologia completa delle presenze e delle reti in nazionale ― Italia | Cronologia completa delle presenze e delle reti in nazionale ― Italia | Cronologia completa delle presenze e delle reti in nazionale ― Italia | Cronologia completa delle presenze e delle reti in nazionale ― Italia | Cronologia completa delle presenze e delle reti in nazionale ― Italia | Cronologia completa delle presenze e delle reti in nazionale ― Italia |
| Data                                                                  | Città                                                                 | In casa                                                               | Risultato                                                             | Ospiti                                                                | Competizione                                                          | Reti                                                                  | Note                                                                  |
| --------------------------------------------------------------------- | --------------------------------------------------------------------- | --------------------------------------------------------------------- | --------------------------------------------------------------------- | --------------------------------------------------------------------- | --------------------------------------------------------------------- | --------------------------------------------------------------------- | --------------------------------------------------------------------- |
| 10-3-2008                                                             | Loulé                                                                 | Cina                                                                  | 0 – 2                                                                 | Italia                                                                | Algarve Cup 2008 - 1º turno                                           | -                                                                     | 83’                                                                   |
| 12-3-2008                                                             | Olhão                                                                 | Svezia                                                                | 3 – 0                                                                 | Italia                                                                | Algarve Cup 2008 - Finale 5º-6º posto                                 | -                                                                     | 69’                                                                   |
| 7-2-2009                                                              | Canberra                                                              | Australia                                                             | 1 – 5                                                                 | Italia                                                                | Amichevole                                                            | -                                                                     | 89’                                                                   |
| 2-3-2011                                                              | Larnaca                                                               | Inghilterra                                                           | 2 – 0                                                                 | Italia                                                                | Cyprus Cup 2011 - 1º turno                                            | -                                                                     | 64’                                                                   |
| 4-3-2011                                                              | Nicosia                                                               | Italia                                                                | 0 – 1                                                                 | Canada                                                                | Cyprus Cup 2011 - 1º turno                                            | -                                                                     | 61’                                                                   |
| 7-3-2011                                                              | Larnaca                                                               | Scozia                                                                | 0 – 0                                                                 | Italia                                                                | Cyprus Cup 2011 - 1º turno                                            | -                                                                     | 70’                                                                   |
| 9-3-2011                                                              | Larnaca                                                               | Russia                                                                | 0 – 2                                                                 | Italia                                                                | Cyprus Cup 2011 - Finale 9º-10º posto                                 | -                                                                     | 59’                                                                   |
| 13-7-2013                                                             | Halmstad                                                              | Italia                                                                | 2 – 1                                                                 | Danimarca                                                             | Euro 2013 - 1º turno                                                  | 1                                                                     | 58’                                                                   |
| 16-7-2013                                                             | Halmstad                                                              | Svezia                                                                | 3 – 1                                                                 | Italia                                                                | Euro 2013 - 1º turno                                                  | -                                                                     | 62’                                                                   |
| 21-7-2013                                                             | Växjö                                                                 | Italia                                                                | 0 – 1                                                                 | Germania                                                              | Euro 2013 - Quarti di finale                                          | -                                                                     | 75’                                                                   |
| 20-9-2013                                                             | Tallinn                                                               | Estonia                                                               | 1 – 5                                                                 | Italia                                                                | Qual. Mondiali 2015                                                   | 1                                                                     | 69’                                                                   |
| 26-9-2013                                                             | Bassano del Grappa                                                    | Italia                                                                | 1 – 0                                                                 | Romania                                                               | Qual. Mondiali 2015                                                   | -                                                                     | 68’                                                                   |
| 31-10-2013                                                            | San Sebastián de los Reyes                                            | Spagna                                                                | 2 – 0                                                                 | Italia                                                                | Qual. Mondiali 2015                                                   | -                                                                     |                                                                       |
| 5-3-2014                                                              | Larnaca                                                               | Inghilterra                                                           | 2 – 0                                                                 | Italia                                                                | Cyprus Cup 2014 - 1º turno                                            | -                                                                     | 64’                                                                   |
| 10-3-2014                                                             | Larnaca                                                               | Italia                                                                | 1 – 1                                                                 | Finlandia                                                             | Cyprus Cup 2014 - 1º turno                                            | -                                                                     | 72’                                                                   |
| 4-3-2015                                                              | Nicosia                                                               | Corea del Sud                                                         | 1 – 2                                                                 | Italia                                                                | Cyprus Cup 2015 - 1º turno                                            | -                                                                     | 64’                                                                   |
| 6-3-2015                                                              | Larnaca                                                               | Italia                                                                | 3 – 2                                                                 | Scozia                                                                | Cyprus Cup 2015 - 1º turno                                            | -                                                                     | 88’                                                                   |
| 9-3-2015                                                              | Nicosia                                                               | Italia                                                                | 0 – 1                                                                 | Canada                                                                | Cyprus Cup 2015 - 1º turno                                            | -                                                                     | 62’                                                                   |
| 27-10-2015                                                            | Chomutov                                                              | Rep. Ceca                                                             | 0 – 3                                                                 | Italia                                                                | Qual. Euro 2017                                                       | 1                                                                     |                                                                       |
| 9-4-2016                                                              | Bienne                                                                | Svizzera                                                              | 2 – 1                                                                 | Italia                                                                | Qual. Euro 2017                                                       | -                                                                     |                                                                       |
| 12-4-2016                                                             | Reggio Emilia                                                         | Italia                                                                | 3 – 1                                                                 | Irlanda del Nord                                                      | Qual. Euro 2017                                                       | 1                                                                     |                                                                       |
| 7-6-2016                                                              | Gori                                                                  | Georgia                                                               | 0 – 7                                                                 | Italia                                                                | Qual. Euro 2017                                                       | 1                                                                     |                                                                       |
| 20-9-2016                                                             | Vercelli                                                              | Italia                                                                | 3 – 1                                                                 | Rep. Ceca                                                             | Qual. Euro 2017                                                       | 2                                                                     | 57’                                                                   |
| 7-12-2016                                                             | Manaus                                                                | Russia                                                                | 0 – 3                                                                 | Italia                                                                | Torneio Internacional 2016 - 1º turno                                 | -                                                                     | 66’                                                                   |
| 11-12-2016                                                            | Manaus                                                                | Italia                                                                | 3 – 0                                                                 | Costa Rica                                                            | Torneio Internacional 2016 - 1º turno                                 | 1                                                                     |                                                                       |
| 14-12-2016                                                            | Manaus                                                                | Brasile                                                               | 3 – 1                                                                 | Italia                                                                | Torneio Internacional 2016 - 1º turno                                 | -                                                                     | 61’                                                                   |
| 18-12-2016                                                            | Manaus                                                                | Brasile                                                               | 5 – 3                                                                 | Italia                                                                | Torneio Internacional 2016 - Finale                                   | 1                                                                     | 85’                                                                   |
| 7-4-2017                                                              | Stoke-on-Trent                                                        | Inghilterra                                                           | 1 – 1                                                                 | Italia                                                                | Amichevole                                                            | -                                                                     | 68’                                                                   |
| 17-7-2017                                                             | Rotterdam                                                             | Italia                                                                | 1 – 2                                                                 | Russia                                                                | Euro 2017 - 1º turno                                                  | 1                                                                     |                                                                       |
| 21-7-2017                                                             | Tilburg                                                               | Germania                                                              | 2 – 1                                                                 | Italia                                                                | Euro 2017 - 1º turno                                                  | 1                                                                     | 45’                                                                   |
| 24-10-2017                                                            | Castel di Sangro                                                      | Italia                                                                | 3 – 0                                                                 | Romania                                                               | Qual. Mondiali 2019                                                   | -                                                                     | 84’                                                                   |
| 28-11-2017                                                            | Estoril                                                               | Portogallo                                                            | 0 – 1                                                                 | Italia                                                                | Qual. Mondiali 2019                                                   | -                                                                     | 77’                                                                   |
| 5-3-2018                                                              | Larnaca                                                               | Finlandia                                                             | 2 – 2                                                                 | Italia                                                                | Cyprus Cup 2018 - 1º turno                                            | -                                                                     | 55’                                                                   |
| 7-3-2018                                                              | Larnaca                                                               | Spagna                                                                | 2 – 0                                                                 | Italia                                                                | Cyprus Cup 2018 - Finale                                              | -                                                                     | 62’                                                                   |
| 6-4-2018                                                              | Vadul lui Vodă                                                        | Moldavia                                                              | 1 – 3                                                                 | Italia                                                                | Qual. Mondiali 2019                                                   | -                                                                     | 59’                                                                   |
| 10-4-2018                                                             | Ferrara                                                               | Italia                                                                | 2 – 1                                                                 | Belgio                                                                | Qual. Mondiali 2019                                                   | -                                                                     | 68’                                                                   |
| 8-6-2018                                                              | Firenze                                                               | Italia                                                                | 3 – 0                                                                 | Portogallo                                                            | Qual. Mondiali 2019                                                   | -                                                                     | 60’                                                                   |
| 18-1-2019                                                             | Empoli                                                                | Italia                                                                | 2 – 1                                                                 | Cile                                                                  | Amichevole                                                            | 1                                                                     |                                                                       |
| 22-1-2019                                                             | Cesena                                                                | Italia                                                                | 2 – 0                                                                 | Galles                                                                | Amichevole                                                            | 2                                                                     | 46’                                                                   |
| 27-2-2019                                                             | Larnaca                                                               | Messico                                                               | 0 – 5                                                                 | Italia                                                                | Cyprus Cup 2019 - 1º turno                                            | 1                                                                     | 69’                                                                   |
| 4-3-2019                                                              | Larnaca                                                               | Italia                                                                | 4 – 1                                                                 | Thailandia                                                            | Cyprus Cup 2019 - 1º turno                                            | -                                                                     | 59’                                                                   |
| 6-3-2019                                                              | Larnaca                                                               | Corea del Nord                                                        | 3 – 3 dts (7 - 6 dtr)                                                 | Italia                                                                | Cyprus Cup 2019 - Finale                                              | -                                                                     | 94’                                                                   |
| 5-4-2019                                                              | Lublino                                                               | Polonia                                                               | 1 – 1                                                                 | Italia                                                                | Amichevole                                                            | -                                                                     | 81’                                                                   |
| 9-4-2019                                                              | Reggio Emilia                                                         | Italia                                                                | 2 – 1                                                                 | Irlanda                                                               | Amichevole                                                            | -                                                                     | 63’                                                                   |
| 29-5-2019                                                             | Ferrara                                                               | Italia                                                                | 3 – 1                                                                 | Svizzera                                                              | Amichevole                                                            | -                                                                     | 53’                                                                   |
| 9-6-2019                                                              | Valenciennes                                                          | Australia                                                             | 1 – 2                                                                 | Italia                                                                | Mondiali 2019 - 1º turno                                              | -                                                                     | 58’                                                                   |
| 18-6-2019                                                             | Valenciennes                                                          | Italia                                                                | 0 – 1                                                                 | Brasile                                                               | Mondiali 2019 - 1º turno                                              | -                                                                     | 78’                                                                   |
| 25-6-2019                                                             | Montpellier                                                           | Italia                                                                | 2 – 0                                                                 | Cina                                                                  | Mondiali 2019 - Ottavi di finale                                      | -                                                                     | 63’                                                                   |
| Totale                                                                |                                                                       | Presenze                                                              | 48                                                                    |                                                                       | Reti                                                                  | 15                                                                    |                                                                       |

## Palmarès

### Club
- Campionato italiano: 1

Fiorentina: 2016-2017
- Coppa Italia: 3

Tavagnacco: 2012-2013
Fiorentina: 2016-2017, 2017-2018
- Supercoppa italiana: 1

Fiorentina: 2018
- Campionato tedesco di seconda divisione: 1

Sand: 2013-2014

### Individuale
- Gran Galà del calcio AIC: 1

Squadra dell'anno: 2019